# Gaonan
Gaonan (kinesiska: 高楠) är en köping i sydvästra Kina. Den ligger i Chengkou härad i storstadsområdet Chongqing, omkring 340 kilometer nordost om det centrala stadsdistriktet Yuzhong. Antalet invånare är 5 099. Befolkningen består av 2 517 kvinnor och 2 582 män. Barn under 15 år utgör 28,0 %, vuxna 15-64 år 62 %, och äldre över 65 år 9,0 %.